# Sparianthina
Sparianthina – rodzaj pająków z rodziny spachaczowatych i podrodziny Heteropodinae.

## Morfologia i zasięg
Pająki te mają na prosomie ośmioro oczu rozmieszczonych w dwóch rzędach. W widoku grzbietowym oczy pary przednio-środkowej leżą bardziej z przodu niż pary przednio-bocznej, a oczy pary tylno-środkowej bardziej z przodu niż oczy pary tylno-bocznej. Oczy par bocznych mają większe rozmiary niż par środkowych w danym szeregu. Szczękoczułki oprócz zębów na przedniej i tylnej krawędzi mają ząbki intermarginalne na dnie bruzdy umieszczone w szeregu. Nogogłaszczki samic mają na pazurkach długie i zakrzywione zęby, samców zaś nie mają pazurków wcale. Odnóża pary pierwszej i drugiej mają po dwie pary kolców brzusznych na goleniach i po jednym kolcu bocznym na każdym boku nadstopii. Wszystkie nadstopia mają po grzbietowej stronie części odsiebnej błonę trójpłatową o dobrze wykształconych wyrostkach bocznych i haczyku środkowym. Genitalia samicy mają epigyne z gładką przegrodą środkową, pozbawione występów i kieszonek oraz wulwę cechującą się długimi przewodami zapładniającymi i obecnością wyrostków gruczołowych. Nogogłaszczki samca mają silnie rozwiniętą grzbietową apofizę tegularną o kształcie tępo wyokrąglonym, rozwidlonym lub na szczycie rozszerzonym oraz embolus z wyrostkiem nasadowym umieszczonym po stronie tylno-bocznej lub brzusznej.
Rodzaj neotropikalny, rozprzestrzeniony od Kostaryki przez Panamę, Kolumbię, Trynidad i Tobago i Wenezuelę po Gujanę.

## Taksonomia
Takson ten wprowadzony został w 1929 roku przez Nathana Banksa. Gatunkiem typowym wyznaczył on opisaną w tej samej publikacji Sparianthina selenopoides. Rewizji rodzaju dokonała w 2021 roku Cristina A. Rheims.
Do rodzaju tego zalicza się 11 opisanych gatunków:
- Sparianthina adisi Jäger, Rheims & Labarque, 2009
- Sparianthina boyaca Rheims, 2021
- Sparianthina deltshevi Jäger, Rheims & Labarque, 2009
- Sparianthina gaita Rheims, 2011
- Sparianthina milleri (Caporiacco, 1955)
- Sparianthina parang Rheims, 2011
- Sparianthina pumilla (Keyserling, 1880)
- Sparianthina rufescens (Mello-Leitão, 1940)
- Sparianthina saaristoi Jäger, Rheims & Labarque, 2009
- Sparianthina selenopoides Banks, 1929
- Sparianthina soca Rheims, 2021